# Pölle 32 (Quedlinburg)

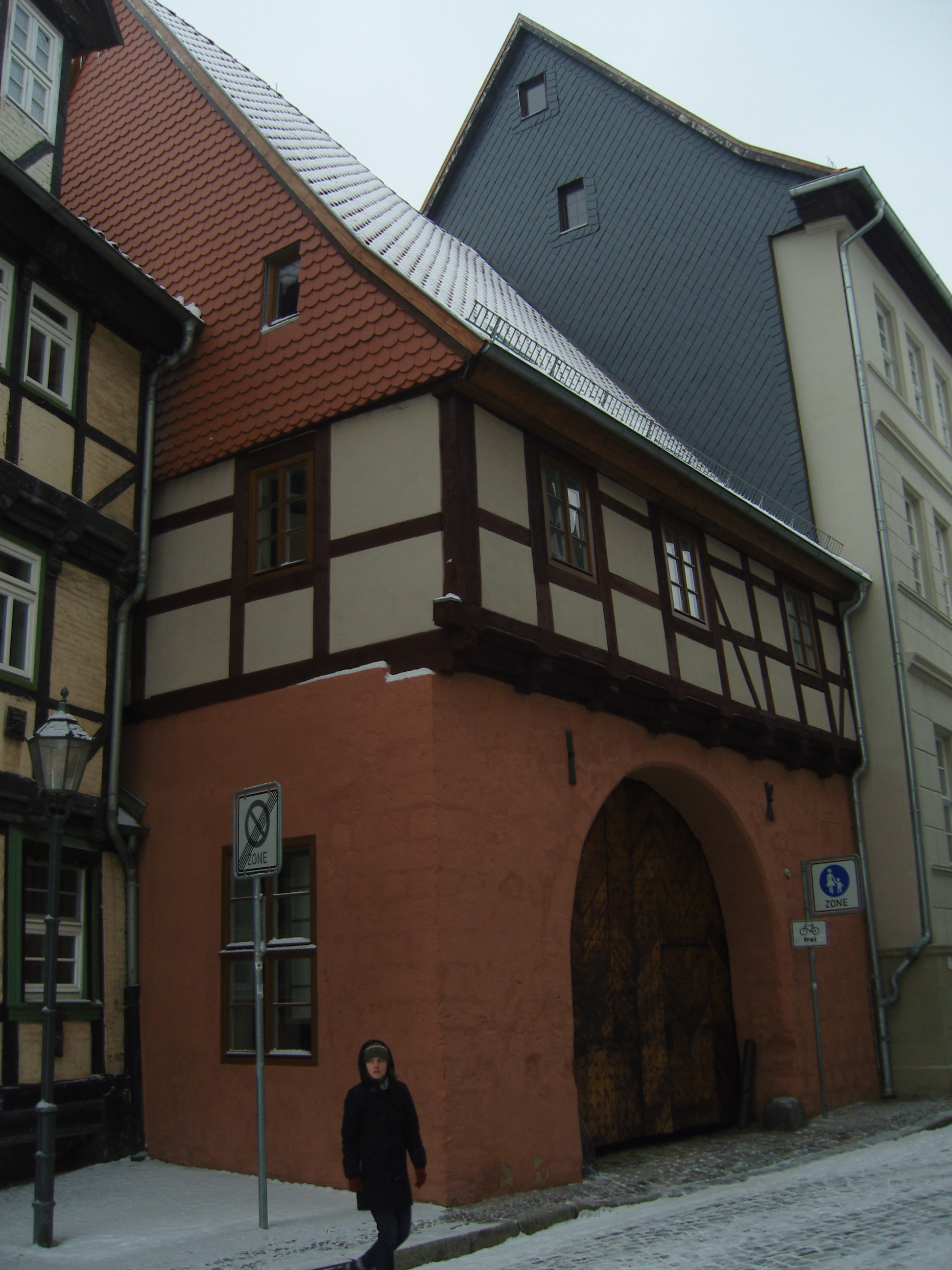
Torhaus des Anwesens Pölle 32

Das Haus Pölle 32  ist ein denkmalgeschütztes Gebäude in der Stadt Quedlinburg in Sachsen-Anhalt.

## Lage
Es befindet sich nordöstlich des Marktplatzes der Stadt und gehört zum UNESCO-Weltkulturerbe. Im Quedlinburger Denkmalverzeichnis ist es als Marstall eingetragen. Direkt nördlich des Hauses springt die Straßenflucht der Straße Pölle zurück, so dass dort eine besondere Winkellage entsteht. Nördlich grenzt das gleichfalls denkmalgeschützte Haus Pölle 31 an.

## Architektur und Geschichte
Den nördlichen Teil des Gebäudes bildet ein 1580 entstandenes Torhaus, welches den Rest des ehemaligen städtischen Marstalls darstellt. Während das Untergeschoss in massiver Bauweise entstand, wurde das Obergeschoss in Fachwerkbauweise im Stil der Renaissance ausgeführt. Die Gefache sind, eher ungewöhnlich, mit Sandsteinen verfüllt. Die Steine stammen aus Steinbrüchen nördlich der Stadt am Steinholz bzw. am Lehof. Der Marstall diente zur Unterbringung von der Stadt Quedlinburg gehörenden Pferden sowie der städtischen Kutsche. Südlich schließt sich ein dreigeschossiges, palaisartig gestaltetes Wohngebäude in Fachwerkbauweise an, wobei die Fassade in massiver Form errichtet wurde. In seinem Kern geht das Haus bereits auf die Mitte des 16. Jahrhunderts zurück. Die Fassade ist jedoch vom Stil des Klassizismus geprägt. Das Haus wird in der Literatur als Objekt genannt, an dem die Zierform der Fächerrosette zum Einsatz kam.
Im Gebäudeinneren sind Ausstattungsstücke wie Treppen und Türen aus unterschiedlichen Epochen ab 1700 erhalten.